# ويليام كوك (سياسي)
ويليام كوك هو محامي وقاضي وسياسي أمريكي، ولد في 1748 في مقاطعة أميليا في الولايات المتحدة، وتوفي في 22 أغسطس 1828 في كولومبوس في الولايات المتحدة. نشط حزبياً في الحزب الجمهوري الديمقراطي.

## مناصب
- انتخب عضو مجلس الشيوخ الأمريكي [الإنجليزية]‏ عن دائرة Tennessee Class 2 senate seat ‏ وقد انضم خلال فترته النيابية [الإنجليزية]‏ (4 مارس 1803 – 4 مارس 1805) للكتلة البرلمانية الحزب الجمهوري الديمقراطي.
- انتخب عضو مجلس الشيوخ الأمريكي [الإنجليزية]‏ عن دائرة Tennessee Class 2 senate seat ‏ وقد انضم خلال فترته النيابية [الإنجليزية]‏ (4 مارس 1801 – 4 مارس 1803) للكتلة البرلمانية الحزب الجمهوري الديمقراطي.
- انتخب عضو مجلس الشيوخ الأمريكي [الإنجليزية]‏ عن دائرة Tennessee Class 2 senate seat ‏ وقد انضم خلال فترته النيابية [الإنجليزية]‏ (4 مارس 1799 – 4 مارس 1801) للكتلة البرلمانية الحزب الجمهوري الديمقراطي.
- انتخب عضو مجلس الشيوخ الأمريكي [الإنجليزية]‏ عن دائرة مقعد مجلس الشيوخ لتينيسي من الدرجة الأولى ‏ وقد انضم خلال فترته النيابية [الإنجليزية]‏ (4 مارس 1797 – 26 سبتمبر 1797) للكتلة البرلمانية الحزب الجمهوري الديمقراطي.
- انتخب عضو مجلس الشيوخ الأمريكي [الإنجليزية]‏ عن دائرة مقعد مجلس الشيوخ لتينيسي من الدرجة الأولى ‏ وقد انضم خلال فترته النيابية [الإنجليزية]‏ (4 مارس 1795 – 4 مارس 1797) للكتلة البرلمانية الحزب الجمهوري الديمقراطي.
- انتخب عضو مجلس نواب مسيسيبي ‏.
- انتخب عضو مجلس الشيوخ الأمريكي [الإنجليزية]‏.